# Culte ptolemaic a Alexandre el Gran
El culte ptolemaic a Alexandre el Gran va ser un culte imperial a l'Egipte hel·lenístic dels segles III-I aC, promogut per la dinastia ptolemaica. El nucli del culte va ser l'adoració del deïficat rei Alexandre el Gran, el qual va ser la base del culte als governants ptolemeus.
El cap dels sacerdots d'aquest culte va ser el principal sacerdot del Regne dels Ptolemeus, i els anys s'anomenaven amb els noms dels sacerdots titulars (sacerdots epònims).

## Antecedents

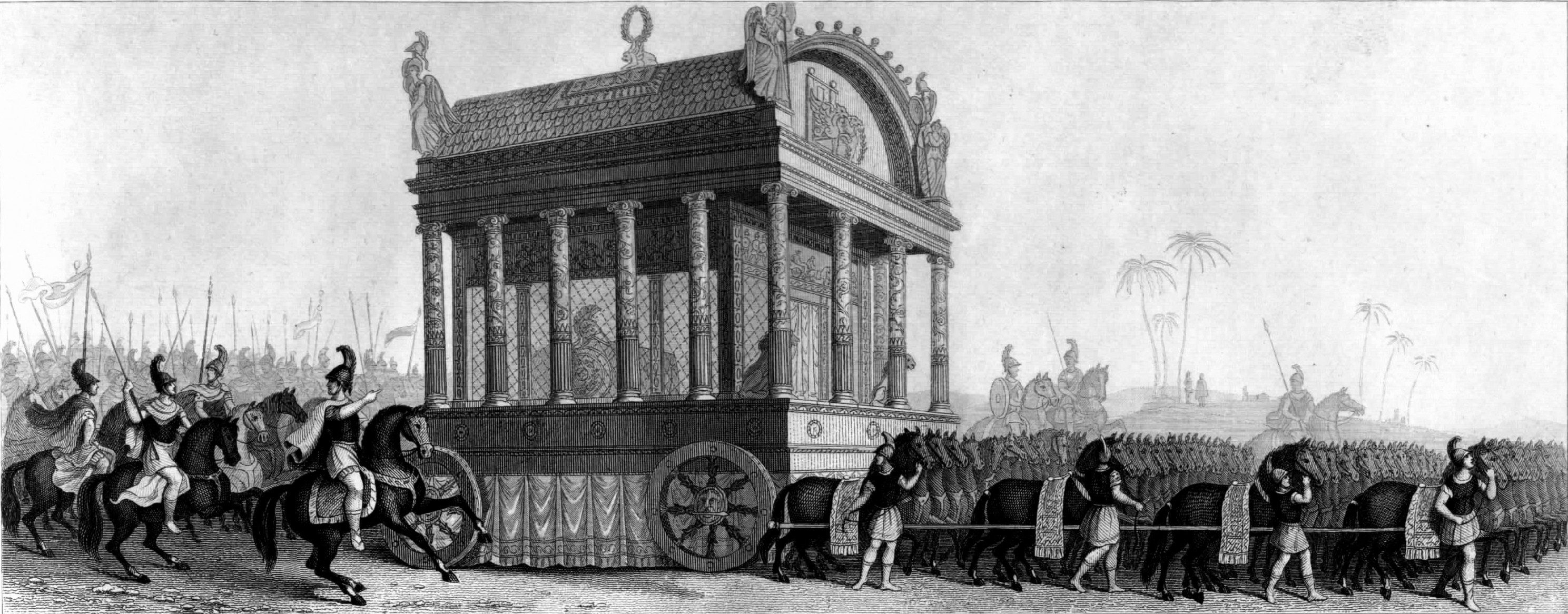
Reconstrucció del cadafal d'Alexandre el Gran, segons Diodor (mitjan)

Després de la mort d'Alexandre el Gran el 323 aC, el seu imperi es va enfonsar en les guerres entre els seus generals (els Diadochi, «successors»). Un d'ells, Ptolemeu, fill de Lagos, va aconseguir el govern d'Egipte i el va convertir en la base de les seves pròpies ambicions imperials. Per legitimar el seu govern, es va confiar, igual que els altres Diadochi, no només pel dret de conquesta, sinó també per la suposada successió legítima d'Alexandre. Ptolemeu no només es va retratar com l'amic més proper d'Alexandre en el seu treball històric, sinó que el 321 aC va prendre el seu cos mentre la processó funerària d'Alexandre es dirigia cap a Macedònia des de Babilònia i el va portar a l'antiga capital egípcia de Memfis. Aquesta reclamació va ser particularment útil a Egipte, on Alexandre havia sigut rebut com a llibertador de la dominació aquemènida persa i l'havien entronitzat com Faraó i fill de la divinitat Amon-Ra, rebent honors divins. Durant la seva estada a Egipte, Alexandre va fundar la ciutat d'Alexandria, que es va convertir en la principal colònia grega i capital del país.
En el nou regne ptolemaic, l'element hel·lènic (macedonis i gent de les ciutats estats gregues), al qual pertanyia la dinastia ptolemaica, va formar la classe dirigent que va succeir als faraons egipcis natius. Mentre que s'havia practicat el culte al rei sagrat a Egipte i a altres nacions orientals, era gairebé inèdit al món grec. Impulsat per les seves conquestes sense precedents, durant l'últim any de la seva vida, Alexandre va exigir fins i tot als seus súbdits grecs que el tractessin com un déu vivent (apoteosi). Això va ser acceptat de mala gana i sovint rebutjat per les ciutats gregues, però la prolífica fundació de la ciutat d'Alexandria li va assegurar l'estatus diví, ja que tradicionalment els fundadors de les ciutats gregues (ktistes) tenien honors divins.
Quan Ptolemeu es va fer càrrec d'Egipte, va incorporar l'herència d'Alexandre a la seva pròpia propaganda per recolzar les afirmacions de la seva pròpia dinastia. Com a part d'aquest esforç, Alexandre va ser elevat d'un simple déu-patró d'Alexandria al nivell d'un déu-estatal per als grecs de tot l'imperi de Ptolemeu, fins als confins d'Egipte.

## Alexandre com el principal déu dels Ptolemeus

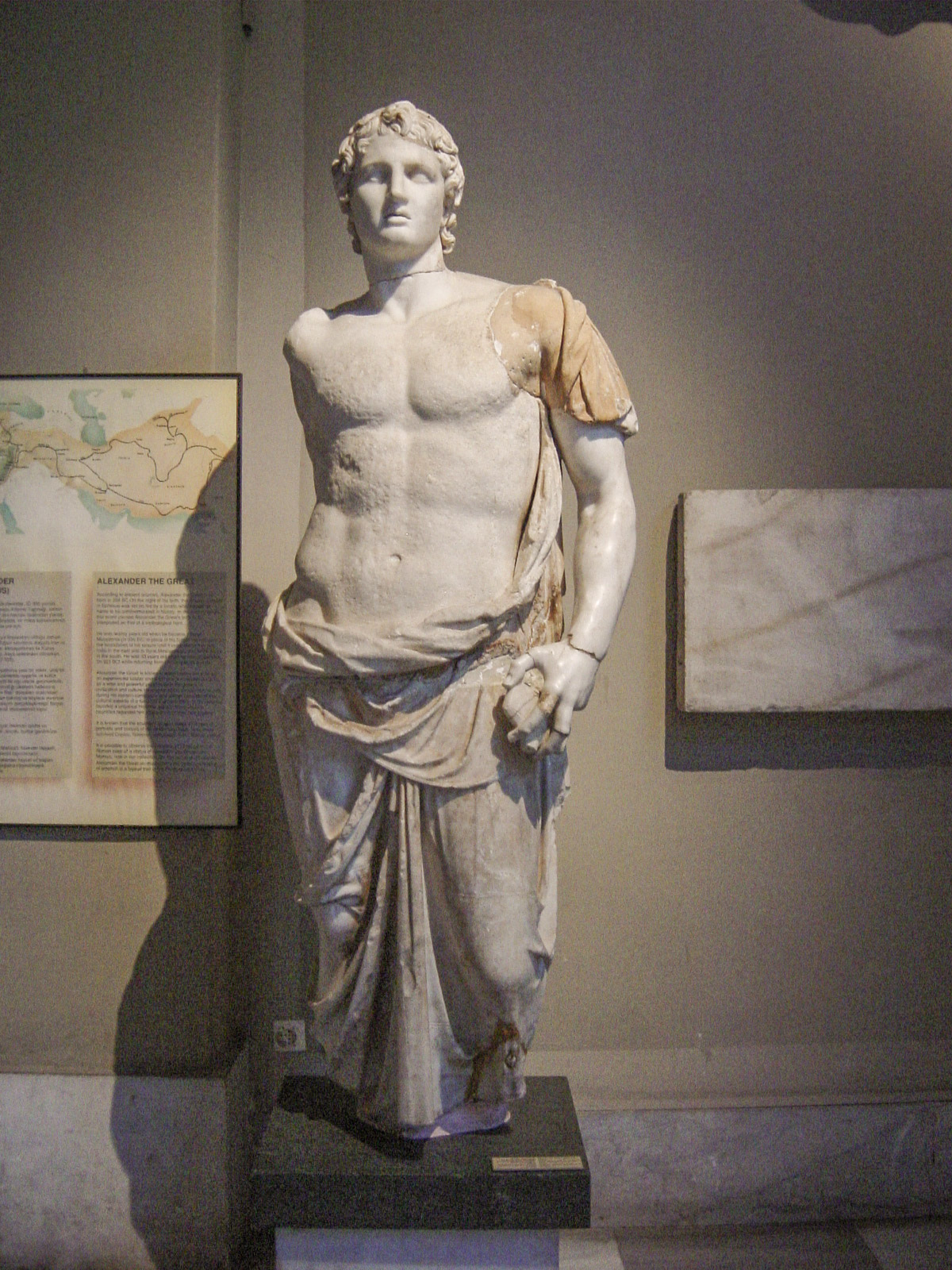
Estàtua d'Alexandre el Gran

Durant el principi de la dinastia ptolemaica (cap a 290 aC), Ptolemeu va començar la construcció de la tomba d'Alexandre el Gran a Alexandria (el sēma), i va nomenar un ἱερεύς (hiereus, sacerdot) per dur a terme els ritus religiosos allà. Ràpidament, aquest ofici es va convertir en el màxim sacerdoci del regne dels Ptolemeus, i la seva importància va ser destacada pel seu caràcter epònim, és a dir, cada any era anomenat amb el nom del sacerdot titular i els documents, ja fossin en grec o egipci demòtic, eren datats amb el seu nom. El primer sacerdot d'Alexandre va ser el germà de Ptolemeu, Menelau. L'exercici del càrrec durava un any, però sota el regnat de Ptolemeu I els sacerdots aparentment van ocupar el càrrec per períodes més llargs; això es va convertir en una excepció sota el regnat dels Ptolemeus posteriors.
Sota el regnat de Ptolemeu II Filadelf (r. 282-246 aC), el cos d'Alexandre va ser portat al sēma i, contràriament a l'habitual costum grec de la cremació, va ser enterrat en un magnífic sarcòfag daurat que va ser finalment substituït per un taüt de vidre transparent. La presència del cos d'Alexandre a la capital dels Ptolemeus no només va millorar el prestigi de la dinastia, sinó que també es va convertir en un dels principals atractius i llocs de peregrinació a l'antiga Mediterrània. Fins i tot els emperadors romans van viatjar a Alexandria per visitar la tomba del gran conqueridor.
Els Ptolemeus van assignar a Alexandre un lloc destacat al panteó grec, associant-lo amb els déus olímpics com Zeus i Apol·lo. En conseqüència, en els documents es referia a Alexandre simplement pel seu nom, ja que l'epítet θεός (theos, déu) era considerat com a superflu.

## Els Ptolemeus com a déus acollits al temple
Mentre que Ptolemeu I va fundar el culte imperial d'Alexandre, el seu fill i successor Ptolemeu II va completar la seva connexió amb el culte al rei al voltant de la seva dinastia. El culte als Ptolemeus va començar el 283/282 aC, quan els pares difunts de Ptolemeu II van ser deïficats com Theoi Sōtēres (Déus del Salvador). Les estàtues de la parella deïficada es van instal·lar al Temple d'Alexandre, i el sacerdot del culte a Alexandre es va fer càrrec dels ritus per als Ptolemeus deïficats. Amb aquest gest, els Ptolemeus van subratllar la posició superior d'Alexandre i la seva pròpia subordinació a ell com a theoi synnaoi (déus acollits al temple). Alexandre va ser el principal receptor de rituals i sacrificis, mentre que els Ptolemeus només participaven en ells.
L'elevació d'Alexandre sobre els Ptolemeus i la seva connexió amb ell, es va aprofundir encara més a través de l'expansió del culte. Així, el 269 aC es va establir la sacerdotessa «portadora de canastres» (kanēphóros) per a la «Deessa germana» (Thea Adelphos) Arsínoe II, seguida el 211 a.C per la sacerdotessa «atorgadora de premis» (athlophoros) en honor de la «Deessa benefactora» (Thea Euergetis) Berenice II, i el 199 aC per una sacerdotessa per a la «Deessa amant del pare» (Thea Philopatōr) Arsínoe III. Totes aquestes sacerdotesses estaven subordinades al sacerdot d'Alexandre. Cleòpatra III va afegir tres sacerdotesses més per al seu propi culte personal com a «Deessa benefactora amant de la mare» (Thea Euergetis Philometōr): la sacerdotessa del «poltre sagrat» (hieros pōlos), la sacerdotessa «portadora de la corona» (stephanēphoros) i la sacerdotessa «portadora de llum» (phōsphoros).
El concepte de «déus acollits al temple» es va emfatitzar sota el regnat de Ptolemeu IV Filopàtor (r. 221-204 aC), qui va traslladar les restes dels Ptolemeus i els seus consorts, que a diferència d'Alexandre havien sigut cremats i guardats en urnes, al sēma.

## Llista dels sacerdots d'Alexandre

### Ptolemeu I Sòter(305–282 aC)
| Sacerdot | Sacerdot                | Ofici      | Any de regnat | Referències    | Comentaris                            |
| -------- | ----------------------- | ---------- | ------------- | -------------- | ------------------------------------- |
| 006      | Menelau, fill de Lagos  | 285/284 aC | 39è           | P. Hib. I 84a. | Germà de Ptolemeu I 4t any d'exercici |
| 007      | Menelau, fill de Lagos  | 284/283 aC | 40è           | P. Eleph. 2.   | 5è any d'exercici                     |
| 008      | Eureas, fill de Proitos | 283/282 aC | 41è           | P. Eleph. 3.   | Va exercir durant tres anys           |

### Ptolemeu II Filadelf(285/282–246 aC)
| Sacerdot | Sacerdot                                     | Ofici      | Any de regnat | Referències                                                     | Comentaris                                                                         |
| --- | -------------------------------------------- | ---------- | ------------- | --------------------------------------------------------------- | ---------------------------------------------------------------------------------- |
| Per als sacerdots números 9-16, del 4t al 11è any de regnat de Ptolemeu II Filadelf, hi ha dos papirs amb noms de sacerdots, però que no es poden datar amb exactitud. |                                              |            |               |                                                                 |                                                                                    |
| ? | Athenaios o Limnaios, fill d'Apol·loni       | ?          | ?             | P. Hib. I 97.                                                   |                                                                                    |
| ? | Filisc, fill de Spoudaios                    | ?          | ?             | P. Hib. I 30.                                                   |                                                                                    |
| 017 | Leontisc, fill de Cal·límedes                | 274/273 aC | 12è           | P. Cair. Zen. I 59001. P. Hib. I 110.                           |                                                                                    |
| 018 | Nearc o Neomedes, fill de Neocles o Filocles | 273/272 aC | 13è           | P. Hib. I 110; II 199.                                          |                                                                                    |
| 019 | Cal·lícrates, fill de Boiskos                | 272/271 aC | 14è           | P. Hib. II 199. PP VI 14607.                                    | De Samos. Primer sacerdot d'Alexandre i dels Prolemeus deïficats (Theoi Adelphoi). |
| 020 | Pàtrocles, fill de Patron                    | 271/270 aC | 15è           | P. Hib. II 199. PP VI 15063.                                    | Capità general ptolemaic a la guerra cremonideana                                  |
| Per als sacerdots números 21-25, del 16è al 20è any de regnat de Ptolemeu II, no hi ha registres existents.                                                            |                                              |            |               |                                                                 |                                                                                    |
| 026 | Timarquid, fill d'Asclepiodor                | 265/264 aC | 21è           | P. Strasb. V 641.                                               |                                                                                    |
| 027 | Pèlops, fill d'Alexandre                     | 264/263 aC | 22è           | P. Hib. I 92. PP VI 14618.                                      | De Macedònia, pare de Pèlops                                                       |
| 028 | Quineas, fill d'Alquetas                     | 263/262 aC | 23è           | P. Hib. I 88; II 209. PP VI 17215.                              | De Tessàlia                                                                        |
| 029 | Aristonic, fill de Perilau                   | 262/261 aC | 24è           | P. Hib. I 85 und 190. PP VI 14897.                              |                                                                                    |
| 030 | Ptolemeu, fill d'Aratocles                   | 261/260 aC | 25è           | P. Hib. I 143. P. Osl. II 16. PP III/IX 5236.                   |                                                                                    |
| 031 | Taurí, fill d'Alexandre                      | 260/259 aC | 26è           | BGU VI 1226.                                                    | De Macedònia, germà de Pèlops                                                      |
| 032 | Medeios, fill de Lampó (o Laagó)             | 259/258 aC | 27è           | BGU VI 1227. P. Petrie III 56b.                                 |                                                                                    |
| 033 | Antífil, fill de Liquí                       | 258/257 aC | 28è           | BGU VI 1228. P. Hib. I 94.                                      |                                                                                    |
| 034 | Antíoc, fill de Kebbas                       | 257/256 aC | 29è           | BGU VI 1229; X 1979, 1980. P. Cair. Zen. I 59133. P. Hib. I 95. | De Tessàlia                                                                        |
| 035 | ?                                            | 256/255 aC | 30è           |                                                                 |                                                                                    |
| 036 | Glaucó, fill d'Eteocles                      | 255/254 aC | 31è           | PP IX 5203. P. Cair. Zen. II 59173, 59182.                      | D'Atenes, germà de Cremònides                                                      |
| 037 | ?                                            | 254/253 aC | 32è           |                                                                 |                                                                                    |
| 038 | Aetos, fill d'Apol·loni                      | 253/252 aC | 33è           | P. Cair. Zen. II 59248. PP IX 4988.                             | D'Aspendos                                                                         |
| 039 | Neoptolem, fill Craisis                      | 252/251 aC | 34è           | P. Hib. I 98.                                                   | De Pisidia                                                                         |
| 040 | Ptolemeu, fill d'Andròmac                    | 251/250 aC | 35è           | P. Cair. Zen. II 59289.                                         | Possiblement idèntic amb Ptolemeu Andròmac                                         |
| 041 | Epainet, fill d'Epainet                      | 250/249 aC | 36è           | P. Cornell 2.                                                   |                                                                                    |
| 042 | ?                                            | 249/248 aC | 37è           | P. Cornell 2.                                                   |                                                                                    |
| 043 | Antíoc, fill de Cràtida                      | 248/247 aC | 38è           | PP III/IX 4999. P. Petrie III 54a.                              |                                                                                    |
| 044 | Tlepolem, fill d'Artapat                     | 247/246 aC | 39è           | P. Cair. Zen. III 59340.                                        | De Xanthos                                                                         |

### Ptolemeu III Evèrgetes I(246–222 aC)
| Sacerdot | Sacerdot                                    | Ofici      | Any de regnat | Referències                                                  | Comentaris        |
| -------- | ------------------------------------------- | ---------- | ------------- | ------------------------------------------------------------ | ----------------- |
| 044      | Tlepolem, fill d'Artapat                    | 246/246 aC | 1r            |                                                              |                   |
| 045      | Tlepolem, fill d'Artapat                    | 246/245 aC | 2n            | P. Petrie III 43. PSI IV 385.                                | 2n any d'exercici |
| 046      | Arquelau, fill de Damas                     | 245/244 aC | 3r            | BGU X 1981. P. Hib. I 145. PP III/IX 5040.                   |                   |
| 047      | Arquelau, fill de Damas                     | 244/243 aC | 4t            | BGU X 1981. P. Hib. I 145. PP III/IX 5040.                   | 2n any d'exercici |
| 048      | Aristòbul, fill de Diodot                   | 243/242 aC | 5è            | P. Hib. I 171. PSI IV 389.                                   |                   |
| 049      | Tàntal, fill de Cleonic                     | 242/241 aC | 6è            | P. Petrie II 44 = III 54b.                                   |                   |
| 050      | Arquibi, fill de Feidó                      | 241/240 aC | 7è            | P. Hausw. 2; 8; 9.                                           |                   |
| 051      | Onomast, fill de Pirgó o Pirró              | 240/239 aC | 8è            | P. Hib. I 89; II 261, 262.                                   |                   |
| 052      | Apol·lònides, fill de Mosquió               | 239/238 aC | 9è            | OGIS I 56.                                                   |                   |
| 053      | Apol·lònides, fill de Mosquió               | 238/237 aC | 10è           | P. Petrie IV 1.                                              | 2n any d'exercici |
| 054      | Seleuc                                      | 237/236 aC | 11è           | P. Petrie III 58d.                                           |                   |
| 055      | Eucles, fill d'Eubatas                      | 236/235 aC | 12è           | BGU X 1982. P. Petrie IV 16.                                 |                   |
| 056      | Sosibi, fill de Dioscurides                 | 235/234 aC | 13è           | P. Petrie III 55a; IV 22. PP VI 14631.                       |                   |
| 057      | Hel·lanic, fill d'Hel·lanic (o Eufràgoras?) | 234/233 aC | 14è           | P. Amsterdam inv. 250.                                       |                   |
| 058      | ?, fill de Leon                             | 233/232 aC | 15è           | P. dem. Cair. II 30604.                                      |                   |
| 059      | Aristomac, fill de Timandre                 | 232/231 aC | 16è           | P. Hamb. inv. 676.                                           |                   |
| 060      | Menneas, fill de Menoiti                    | 231/230 aC | 17è           | P. dem. Berl. 3089.                                          |                   |
| 061      | ?                                           | 230/229 aC | 18è           |                                                              |                   |
| 062      | Filó, fill d'Antípatre                      | 229/228 aC | 19è           | P. dem. Cair. II 31208; 31210.                               |                   |
| 063      | Icatidas, fill Icatidas                     | 228/227 aC | 20è           | SB V 7631.                                                   |                   |
| 064      | Galestes, fill de Filistió                  | 227/226 aC | 21è           | P. Petrie III 21a–b. SB III 6277; 6301. P. dem. Cair. 30624. |                   |
| 065      | Alexicrates, fill de Teògenes               | 226/225 aC | 22è           | P. Petrie I 19; III 19c.                                     |                   |
| 066      | Ptolemeu, fill de Crisermos                 | 225/224 aC | 23è           | PP III/IX 5238; VI 14624.                                    |                   |
| 067      | Arqueteas, fill de Iasios                   | 224/223 aC | 24è           | P. Hamb. inv. I 24.                                          |                   |
| 068      | Dositeu, fill de Drimil                     | 223/222 aC | 25è           | CPJud. I 127d–e. III Macabeus 1, 3.                          | Jueu de naixement |
| 069      | ?                                           | 222 aC     | 26è           |                                                              |                   |

### Ptolemeu IV Filopàtor(222–205 aC)
| Sacerdot | Sacerdot                               | Ofici      | Any de regnat | Referències                                              | Comentaris                |
| -------- | -------------------------------------- | ---------- | ------------- | -------------------------------------------------------- | ------------------------- |
| 069      | Nicanor, fill de Baqui                 | 222/221 aC | 1r            | BGU VI 1273; X 1983.                                     |                           |
| 070      | Pitees, fill d'Apol·lodor              | 221/220 aC | 2n            | P. Hausw. 16. SB X 10450; XII 10859.                     |                           |
| 071      | Demetri, fill d'Apel·les               | 220/219 aC | 3r            | BGU X 1984.                                              |                           |
| 072      | Demetri, fill d'Apel·les               | 219/218 aC | 4t            | SB XII 11061.                                            |                           |
| 073      | Mnasiades, fill de Polícrates          | 218/217 aC | 5è            | BGU VI 1274.                                             | D'Argos, pare de Polícrat |
| 074      | Ptolemeu, fill d'Aerop                 | 217/216 aC | 6è            | PP III/IX 5239; VI 15168 und 15237.                      | D'Argos                   |
| 075      | Agàtocles, fill d'Agàtocles            | 216/215 aC | 7è            | BGU VI 1262; X 1958; 1986.                               |                           |
| 076      | Ptolemeu, fill de Ptolemeu             | 215/214 aC | 8è            | BGU VI 1264; 1275; 1276; 1277; 1278; X 1943; 1959; 1969. |                           |
| 077      | Andrónic, fill de Nicanor              | 214/213 aC | 9è            | BGU X 1944; 1945; 1960; XIV 2397.                        |                           |
| 078      | Pitangelos, fill de Filocleit          | 213/212 aC | 10è           | BGU X 1946; 1947. SB III 6289.                           |                           |
| 079      | Eteoneu (?, fill d'Eteoneu?)           | 212/211 aC | 11è           | BGU X 1963; 1965. SB III 6288.                           |                           |
| 080      | Eteoneu (?, fill d'Eteoneu?)           | 211/210 aC | 12è           | P. dem. Berl. 3075.                                      |                           |
| 081      | Antifil, fill d'Agatanor               | 210/209 aC | 13è           | P. BM Andrews 18.                                        |                           |
| 082      | Aiaquides, fill de Jerònim             | 209/208 aC | 14è           | P. Hausw. 14.                                            |                           |
| 083      | Demòstenes o Timòstenes, fill de Cratí | 208/207 aC | 15è           | P. BM Andrews 28.                                        |                           |
| 084      | ?                                      | 207/206 aC | 16è           |                                                          |                           |
| 085      | ?                                      | 206/205 aC | 17è           |                                                          |                           |
| 086      | Asclepiades, fill d'Asclepiades        | 205 aC     | 18è           | P. KölnÄgypt. 7.                                         |                           |

### Ptolemeu V Epífanes(205–180 aC)
| Sacerdot | Sacerdot                        | Ofici      | Any de regnat | Referències                             | Comentaris        |
| -------- | ------------------------------- | ---------- | ------------- | --------------------------------------- | ----------------- |
| 086      | ?                               | 205/204 aC | 1r            |                                         |                   |
| 087      | Aristomenes, fill de Menneas    | 204/203 aC | 2n            | P. dem. Cair. 30660, 30700.             | D'Alízia          |
| 088      | Sàtir, fill d'Eumenes           | 203/202 aC | 3r            | PP III/IX 5263.                         |                   |
| 089      | Adaios, fill de Gorgias         | 202/201 aC | 4t            | P. Tebt. III 820.                       |                   |
| 090      | Pausanias, fill de Demetri      | 201/200 aC | 5è            | P. Tebt. III 1003.                      |                   |
| 091      | Andròmac, fill de Lisímac       | 200/199 aC | 6è            |                                         |                   |
| 092      | Twnn, fill de Ptolemeu          | 199/198 aC | 7è            | P. dem. Louvre 2435.                    |                   |
| 093      | Demetri, fill de Sitalques      | 198/197 aC | 8è            | P. dem. Louvre 3266.                    |                   |
| 094      | Aeto, fill d'Aeto               | 197/196 aC | 9è            | Pedra de Rosetta = OGIS I 90.           |                   |
| 095      | Zoilos, fill d'Andros           | 196/195 aC | 10è           | London, BM EA 10624, 10629.             |                   |
| 096      | Ptolemeu, fill de Ptolemeu      | 195/194 aC | 11è           | PP IX 5240a.                            |                   |
| 097      | ?                               | 194/193 aC | 12è           |                                         |                   |
| 098      | ?, fill d'Eumel                 | 193/192 aC | 13è           | P. Tebt. III 816.                       |                   |
| 099      | Teó, fill de Zenodot            | 192/191 aC | 14è           | BGU XIV 2388.                           |                   |
| 100      | Antípatre, fill de Dionís       | 191/190 aC | 15è           | London, BM EA 10560.                    |                   |
| 101      | ?                               | 190/189 aC | 16è           |                                         |                   |
| 102      | ?                               | 189/188 aC | 17è           |                                         |                   |
| 103      | Carileus, fill de Nimfi         | 188/187 aC | 18è           | P. Mich. inv. 928.                      |                   |
| 104      | Aristonic, fill d'Aristonic     | 187/186 aC | 19è           |                                         | D'Alexandria      |
| 105      | Timoteu, fill de Timoteu        | 186/185 aC | 20è           | P. Mich. inv. 3156. P. BM. Reich 10226. |                   |
| 106      | Ptolemeu, fill de Ptolemeu      | 185/184 aC | 21è           | PP III/IX 5241, VI 14946.               |                   |
| 107      | Ptolemeu, fill de Ptolemeu      | 184/183 aC | 22è           | PP III/IX 5241, VI 14946.               | 2n any d'exercici |
| 108      | Ptolemeu, fill de Pirrid        | 183/182 aC | 23è           | Stele 5576.                             |                   |
| 109      | Hegesistrat, fill d'Hegesistrat | 182/181 aC | 24è           | P. BM Andrews 10.                       |                   |
| 110      | ?, fill de Zenodor              | 181/180 aC | 25è           |                                         |                   |

### Ptolemeu VI Filomètor(180–170 aC)
| Sacerdot | Sacerdot                         | Ofici      | Any de regnat | Referències                          | Comentaris   |
| -------- | -------------------------------- | ---------- | ------------- | ------------------------------------ | ------------ |
| 110      | ?                                | 181/180 aC | 1r            |                                      |              |
| 111      | Poseidoni, fill de Poseidoni     | 180/179 aC | 2n            | P. Amh. II 42.                       |              |
| 112      | Filó, fill de Castor             | 179/178 aC | 3r            | P. dem. Cair. 30783, 30968.          | D'Alexandria |
| 113      | ?                                | 178/177 aC | 4t            |                                      |              |
| 114      | Ptolemeu, fill de Ptolemeu       | 177/176 aC | 5è            | London, BM EA 10518.                 |              |
| 115      | Ptolemeu, fill de Filòcrat       | 176/175 aC | 6è            |                                      |              |
| 116      | Filostrat, fill d'Asclepiodot    | 175/174 aC | 7è            | P. Tebt. III 818, 979.               |              |
| 117      | Heracleodor, fill d'Apol·lofanes | 174/173 aC | 8è            | P. Amh. II 43.                       |              |
| 118      | Apol·lodor, fill de Zenó         | 173/172 aC | 9è            | P. BM Siut 10594. P. Mich. inv. 190. |              |
| 119      | Demetri, fill de Democes         | 172/171 aC | 10è           | P. Tebt. III 819.                    |              |
| 120      | Alexandre, fill d'Epicrat        | 171/170 aC | 11è           | London, BM EA 10675.                 |              |

### Ptolemeu VI Filomètor/Ptolemeu VIII Evèrgetes II/Cleòpatra II(170–145 aC)
| Sacerdot | Sacerdot                                  | Ofici      | Any de regnat | Referències                                      | Comentaris                                                 |
| -------- | ----------------------------------------- | ---------- | ------------- | ------------------------------------------------ | ---------------------------------------------------------- |
| 121      | Pirros, fill de Pirros                    | 170/169 aC | 12è / 1è      | London, BM EA 10513.                             |                                                            |
| 122      | ?                                         | 169/168 aC | 13è / 2è      |                                                  |                                                            |
| 123      | ?                                         | 168/167 aC | 14è / 3è      |                                                  |                                                            |
| 124      | ?                                         | 167/166 aC | 15è / 4è      |                                                  |                                                            |
| 125      | Melagcomas (fill de Filodem?)             | 166/165 aC | 16è / 5è      | PP III/IX 5194.                                  | D'Etòlia                                                   |
| 126      | Policrit, fill d'Aristodem                | 165/164 aC | 17è / 6è      |                                                  |                                                            |
| 127      | Heracleides o Heracleit, fill de Filoxé   | 164/163 aC | 18è / 7è      |                                                  |                                                            |
| 128      | Isidot, fill de Teó o Thyion              | 163/162 aC | 19è / 8è      |                                                  |                                                            |
| 129      | ?                                         | 162/161 aC | 20è / 9è      |                                                  |                                                            |
| 130      | ?                                         | 161/160 aC | 21è / 10è     |                                                  |                                                            |
| 131      | ?                                         | 160/159 aC | 22è / 11è     |                                                  |                                                            |
| 132      | ?                                         | 159/158 aC | 23è / 12è     |                                                  |                                                            |
| 133      | Ptolemeu, fill de Ptolemeu                | 158/157 aC | 24è / 13è     | P. dem. Cair. 30606. London, BM EA 10561, 10618. | Ptolemeu Eupator, fill major de Ptolemeu VI i Cleòpatra II |
| 134      | ?                                         | 157/156 aC | 25è / 14è     |                                                  |                                                            |
| 135      | Cafisodor, fill de Cafisodor              | 156/155 aC | 26è / 15è     | PP III/IX 5167.                                  |                                                            |
| 136      | ?                                         | 155/154 aC | 27è / 16è     |                                                  |                                                            |
| 137      | ?                                         | 154/153 aC | 28è / 17è     |                                                  |                                                            |
| 138      | Demetri, fill d'Estratonic                | 153/152 aC | 29è / 18è     |                                                  |                                                            |
| 139      | ?                                         | 152/151 aC | 30è / 19è     |                                                  |                                                            |
| 140      | ?                                         | 151/150 aC | 31è / 20è     |                                                  |                                                            |
| 141      | Epitic o Epidic                           | 150/149 aC | 32è / 21è     | London, BM EA 10620.                             |                                                            |
| 142      | ?                                         | 149/148 aC | 33è / 22è     |                                                  |                                                            |
| 143      | Kal·licles, fill de Diocrates o Teocrates | 148/147 aC | 34è / 23è     | P. dem. Cair. 31179.                             |                                                            |
| 144      | ?, fill de Zoilos                         | 147/146 aC | 35è / 24è     | London, BM EA 10620(b).                          |                                                            |
| 145      | Tyiywns, fill de Xanthippos               | 146/145 aC | 36è / 25è     | P. dem. Cair. 30605.                             |                                                            |

### Ptolemeu VIII Evèrgetes II/Cleòpatra II(145–141 aC)
| Sacerdot | Sacerdot                    | Ofici      | Any de regnat | Referències          | Comentaris |
| -------- | --------------------------- | ---------- | ------------- | -------------------- | --- |
| 145      | Tyiywns, fill de Xanthippos | 145 aC     | 25è           | P. dem. Cair. 30605. | |
| 146      | ?                           | 145/144 aC | 26è           |                      | |
| 147      | Ptolemeu, fill de Ptolemeu  | 144/143 aC | 27è           | P. Köln VIII 350.    | Segon fill de Ptolemeu VI i Cleòpatra II, que segons una investigació més antiga va regnar breument amb el nom de Ptolemeu VII en el 145 aC. |
| 148      | ?                           | 143/142 aC | 28è           |                      | |
| 149      | ?                           | 142/141 aC | 29è           |                      | |

### Ptolemeu VIII Evèrgetes II/Cleòpatra II/Cleòpatra III(141–116 aC)
| Sacerdot | Sacerdot                    | Ofici      | Any de regnat | Referències                       | Comentaris                                       |
| --- | --------------------------- | ---------- | ------------- | --------------------------------- | ------------------------------------------------ |
| 150 | ?                           | 141/140 aC | 30è           |                                   |                                                  |
| 151 | ?                           | 140/139 aC | 31è           |                                   |                                                  |
| 152 | ?                           | 139/148 aC | 32è           |                                   |                                                  |
| 153 | Dionís, fill de Demetri     | 138/137 aC | 33è           | P. dem. Cair. 30619.              |                                                  |
| 154 | ?                           | 137/136 aC | 34è           |                                   |                                                  |
| 155 | Antípatre, fill d'Ammoni    | 136/135 aC | 35è           | P. Tebt. III 810.                 |                                                  |
| 156 | Ptolemeu, fill de Ptolemeu  | 135/134 aC | 36è           | P. Tebt. III 810.                 | Fill de Ptolemeu VIII, conegut com a Ptolemeu IX |
| Per als sacerdots números 157-171, del 37è al 50è any de regnat de Ptolemeu VIII Evèrgetes II, no hi ha registres existents. |                             |            |               |                                   |                                                  |
| 172 | Apol·loni, fill d'Eirenaios | 120/119 aC | 51è           | London, BM EA 10398.              |                                                  |
| 173 | Ptolemeu, fill de Castor    | 119/118 aC | 52è           | PP III/IX 5251. P. Hamb. inv. 12. |                                                  |
| 174 | ?                           | 118/117 aC | 53è           |                                   |                                                  |
| 175 | ?                           | 117/116 aC | 54è           |                                   |                                                  |

### Cleòpatra III/Ptolemeu IX Soter II(116–107 aC)
| Sacerdot                                                    | Ofici      | Any de regnat | Referències                              | Comentaris |
| ----------------------------------------------------------- | ---------- | ------------- | ---------------------------------------- | --- |
| ?                                                           | 116 aC     | 1r            |                                          | |
| Ptolemeu IX Philometor Soter                                | 116/115 aC | 2n            | P. dem. Cair. 30602; 30603.              | |
| Ptolemeu IX Theos Philometor Soter                          | 115/114 aC | 3r            | P. Genf. I, 25. P. Strasb. 81, 83, 84.   | |
| Ptolemeu IX Theos Philometor Soter                          | 114/113 aC | 4t            | P. Genf. II, 20. P. Strasb. 85. BGU 944. | |
| Ptolemeu IX Theos Philometor Soter                          | 113/112 aC | 5è            | P. Lond. III 1204.                       | |
| Artemidor, fill de Satió Ptolemeu IX Theos Philometor Soter | 112/111 aC | 6è            | P. Strasb. 86.                           | Artemidor va ocupar el càrrec durant els primers mesos de l'any. Probablement va ser partidari de Cleòpatra III. |
| Ptolemeu IX Theos Philometor Soter                          | 111/110 aC | 7è            | ?                                        | |
| Ptolemeu IX Theos Philometor Soter                          | 110/109 aC | 8è            | BGU III 995.                             | |
| Ptolemeu IX Theos Philometor Soter                          | 109/108 aC | 9è            | P. Lond. III 881.                        | |
| Ptolemeu IX Theos Philometor Soter                          | 108/107 aC | 10è           | ?                                        | |
| Ptolemeu IX Theos Philometor Soter                          | 107 aC     | 11è           | BGU III 996.                             | |

### Cleòpatra III/Ptolemeu X Alexandre I(107–101/88 aC)
| Sacerdot                                | Ofici      | Any de regnat | Referències                       | Comentaris |
| --------------------------------------- | ---------- | ------------- | --------------------------------- | ---------- |
| Ptolemeu X Theos Neos Alexandros        | 107/106 aC | 11è / 8è      | P. Bruxelles inv. E. 7155, 7156A. |            |
| Ptolemeu X Theos Neos Alexandros        | 106/105 aC | 12è / 9è      | P. Tebt. I 166.                   |            |
| Cleopatra III Thea Euergetis Philometor | 105/104 aC | 13è / 10è     | P. Köln II 81.                    |            |

## Unió del títol de sacerdot al títol reial
Ptolemeu, fill de Càstor, és l'últim sacerdot d'Alexandre de nom conegut, abans que el càrrec es fusionés al títol reial. Atès que el títol de sacerdot d'Alexandre apareix per primera vegada en el títol reial en el segon any del regnat conjunt de Ptolemeu IX i Cleòpatra III (116/115 aC), no és clar si la fusió dels títols es va dur a terme durant els dos últims anys del regnat de Ptolemeu VII o si es va adherir durant el regnat dels seus successors. És possible que la fusió fos la iniciativa de Ptolemeu IX, que volia destacar la seva prioritat sobre la seva mare co-governant, Cleòpatra III. Com a tal, el càrrec va canviar el seu paper i el seu caràcter, des d'un sacerdoci epònim fins a una eina de propaganda; a diferència del títol reial, que cada vegada més es compartia entre germans o altres membres de la família des del començament del segle ii aC, el títol de sacerdot d'Alexandre era indivisible. Això hauria passat durant el regnat de Ptolemeu IX, desitjós de separar-se de la seva mare, que l'odiava i que havia començat el seu propi culte sacerdotal al voltant de la seva pròpia persona.
Aquest nou paper del sacerdoci d'Alexandre va durar fins als últims regnats dels Ptolemeus. Durant els primers mesos de 112/111 aC, un ciutadà ordinari, Artemidor, va ocupar el càrrec. Probablement va ser partidari de Cleòpatra III, que havia aconseguit expulsar temporalment al seu fill d'Alexandria. Com que les dones no podien ocupar un sacerdoci suprem al món grec, s'havia de conformar amb situar a un dels seus seguidors en el càrrec, com a manifestació pública del seu nou domini. Després d'Artemidor, el nom de Ptolemeu IX va ser afegit posteriorment al papir, el que significa que va aconseguir tornar a Alexandria el mateix any.
L'any 107 aC, Cleòpatra III va aconseguir expulsar de nou a Ptolemeu IX d'Alexandria, i va col·locar al tron al seu segon fill, Ptolemeu X, com a co-governant i sacerdot d'Alexandre. No obstant això, a mesura que la rivalitat interdinàstica continuava, Cleòpatra va decidir finalment a l'any 105 aC assumir el títol de sacerdot per subratllar la seva superioritat. Probablement Cleòpatra pretenia que aquesta decisió fos permanent, però la seva flagrant violació de les normes gregues en assumir el sacerdoci hauria danyat la seva imatge entre els grecs. El seu persistent conflicte amb Ptolemeu IX va durar fins als últims anys del seu regnat, fins que va morir el 101 aC, probablement després d'un intent d'assassinat de Ptolemeu IX, amb el qual Ptolemeu X va ser l'únic governant.
Els títols de sacerdot i reial van romandre units en la persona de Ptolemeu X i dels seus successors, encara poques vegades el títol de sacerdot es va esmentar en els papirs, ja que la pèrdua del seu personatge epònim el va fer irrellevant per a la datació.